# Csípőtáji törések

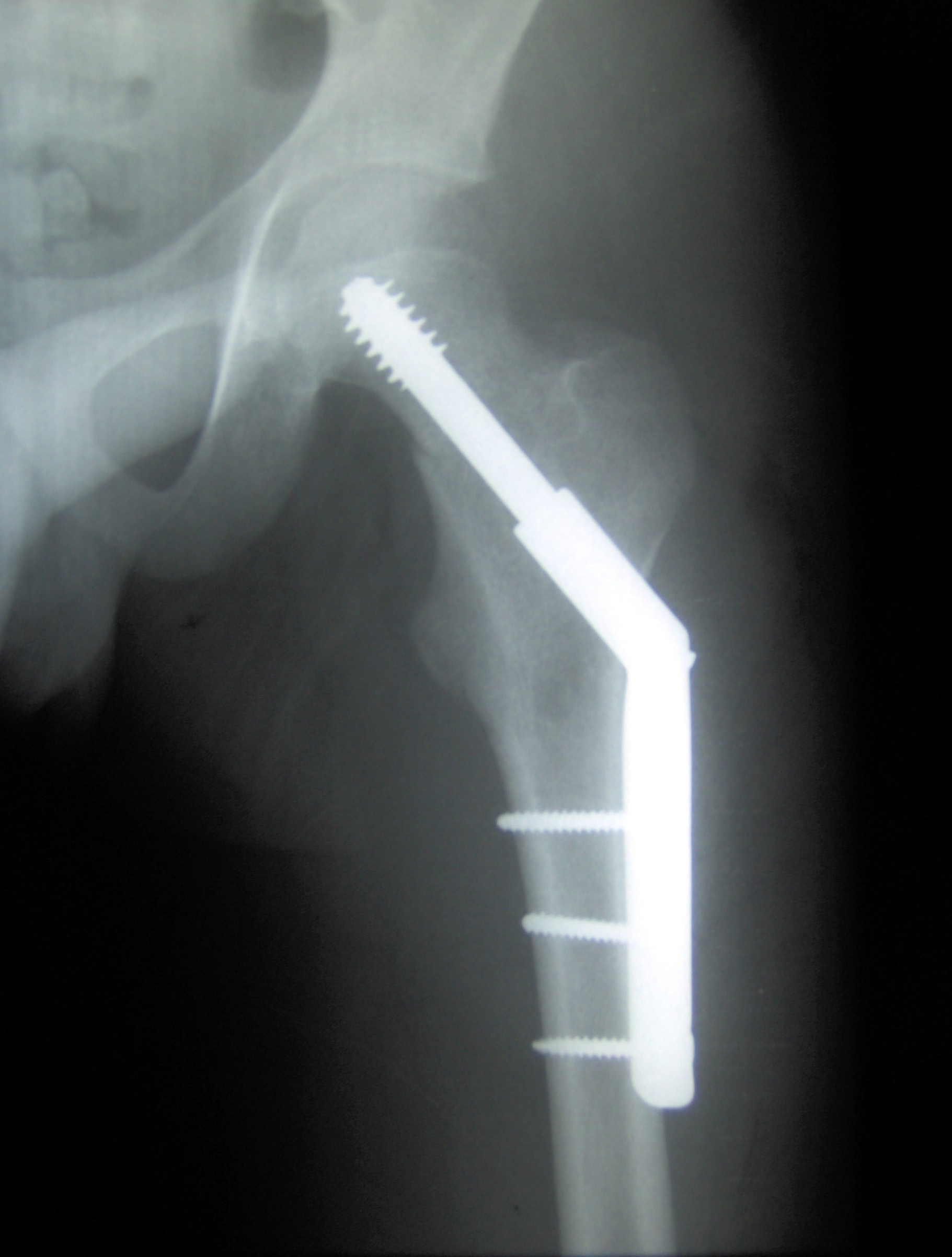
Operált csípőtáji törés röntgenfelvétele (Targon©) szeggel

## Trochantertáji törések kezelése
A traumatológiai gyakorlatban számos kihívást, jelentős problémát okoz a csípőtájéki törések kezelése. A csípőtájéki törések közül a pertrochanter törések jellegüknél fogva biomechanikailag számos lehetőséget nyújtanak az oszteoszintézisre. Magyarországon szinte minden kezelési mód megtalálható, mely a traumatológiai gyakorlatban előfordul (enderszegezéstől a gammaszegezésig). Jelenleg az egyik legmodernebb eljárás a trochanterszegezés, melyekből biomechanikailag minimális eltéréssel több  különböző gyártó rendszerei állnak rendelkezésre.

## Indikációk
- Instabil pertrochantertörések (31-A2) (normál szeg)
- Darabos trochantertörések (31-A3) (normál szeg)
- Basalis combnyaktörések vagy laterális combnyaktörések (normál szeg)
- Subtrochantertörések (hosszú szeg)
- Kombinált pertrochantertörés a femur más törésével (hosszú szeg)
- Patológiás törések (hosszú szeg)

## A gammaszegezés előnyei
- Bizonyos gyártók szegeinek alapanyaga titán, mely modern alapanyag
- Korai mobilizálhatóság
- Igen stabil rögzítés érhető el
- Szinte azonnal terhelhetőség